# Macleania pubiflora
Macleania pubiflora är en ljungväxtart som beskrevs av George Bentham. Macleania pubiflora ingår i släktet Macleania och familjen ljungväxter. Inga underarter finns listade i Catalogue of Life.